# Mainstockheim

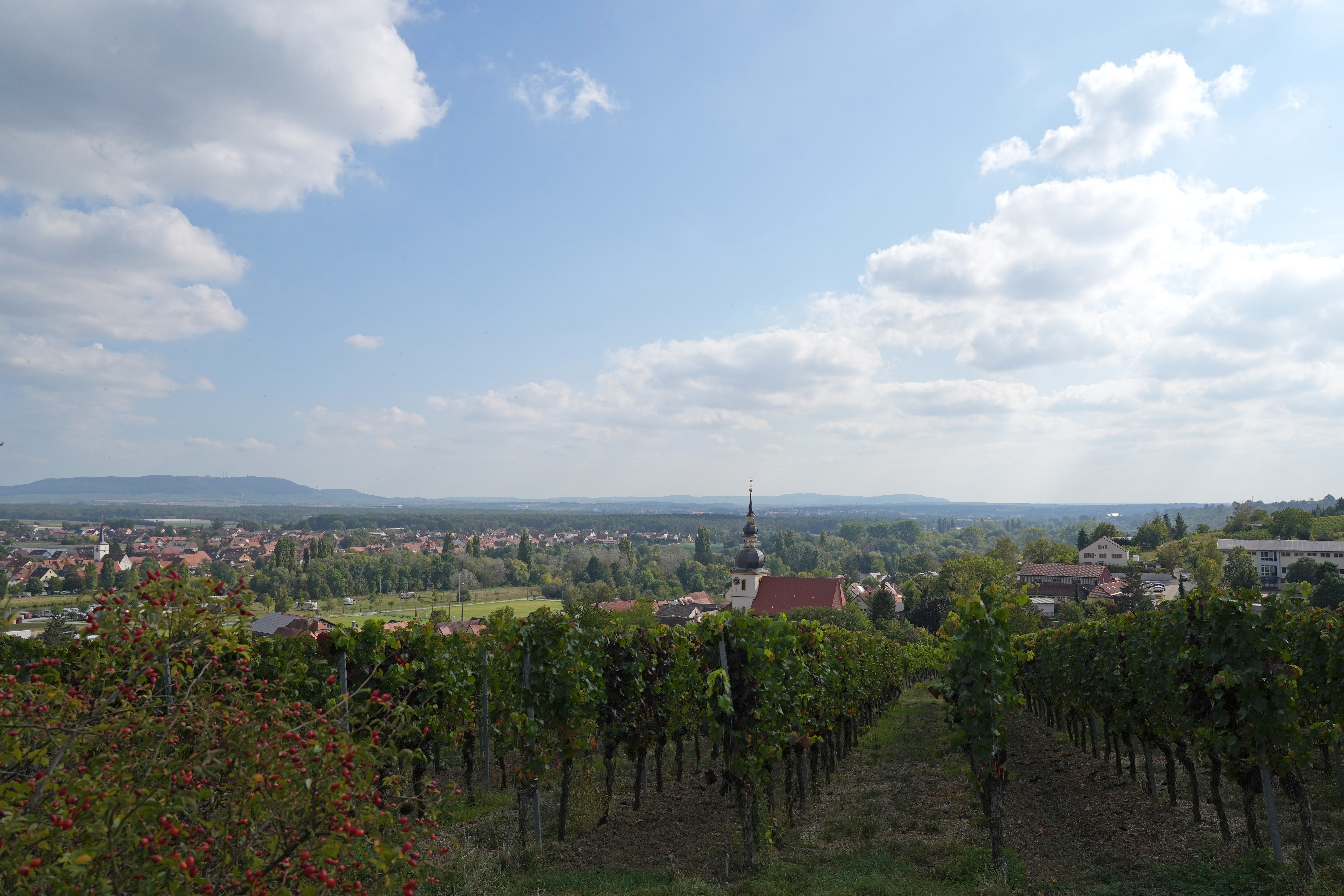
Blick aus den Weinbergen auf Mainstockheim.

Mainstockheim ist eine Gemeinde im unterfränkischen Landkreis Kitzingen. Weitere Gemeindeteile gibt es nicht.

## Geografie

### Geografische Lage
Die Gemeinde Mainstockheim liegt im westlichen Bereich des Landkreises Kitzingen im Maindreieck direkt am Main. Mainstockheim ist über die A 7, A 3 sowie über die Bahnverbindung Kitzingen günstig erreichbar.

### Nachbargemeinden
Nachbargemeinden sind (von Norden beginnend im Uhrzeigersinn): Dettelbach, Albertshofen, Kitzingen, Buchbrunn und Biebelried.

### Naturräumliche Lage
Mainstockheim und seine Gemarkung liegt in zwei Naturräumen, die beide Teil der Haupteinheitengruppe Mainfränkische Platten sind. Der Ort selbst ist im niederschlagsarmen Kitzinger Maintal zu lokalisieren, die Gemarkung ragt in die höhergelegenen Hochflächen im südlichen Maindreieck.

## Geschichte
Der Name Main-stock-heim weist als Gründung in die Zeit der Fränkischen Landnahme um 800 nach Christi Geburt.
Anlässlich eines Grunderwerbs des Ebracher Klosters wurde der Ort 1140 erstmals erwähnt.:58
Der älteste Siedlungskern im Norden des Ortes sind die Häuser um die ehemalige Gumbertuskirche. Sie ist heute an ihrem barocken Dachreiter zu erkennen. Es folgte die Entstehung eines zweiten Siedlungskerns um die befestigte Jakobskirche, die heutige evangelische Pfarrkirche. Erst nach dem Dreißigjährigen Krieg wuchsen die beiden Ortskerne allmählich zusammen.
Im Jahr 1500 richtete das Kloster Ebrach ein Klosteramt ein. Seitdem besteht die heute noch betriebene Fährverbindung über den Main, die den direkten Weg nach Ebrach ermöglichte.
Mainstockheim wurde von der Ganerbengemeinschaft der Markgrafen von Ansbach, der Abtei Ebrach und der Herren von Fuchs als Ganerbendorf verwaltet. Die Herrschaft im Dorf war schriftlich niedergelegt. Die Vereinbarung wurde 1549 erneuert. Die gemeinschaftliche Verwaltung dauerte an, bis der Ort nach der Säkularisation 1806 zu Bayern kam. Nach einer kurzen Phase der Zugehörigkeit zum Großherzogtum Würzburg von 1810 bis 1814 wurde Mainstockheim endgültig dem Königreich Bayern eingegliedert.
Jüdisches Leben in Mainstockheim geht bis in das 16. Jahrhundert zurück, als 1594 ein jüdischer Einwohner am Ort genannt wird. Mindestens seit dem 18. Jahrhundert waren jüdische Familien im Ort ansässig, die bereits eine erste Synagoge (unbekanntes Baujahr) errichteten. An dem Gebäude, das heute die katholische Kirche ist, erinnert eine Gedenktafel an die Verfolgung und Ermordung der jüdischen Einwohner in der Shoa.
Mainstockheim gehört seit der Gemeindegebietsreform 1978 zur Verwaltungsgemeinschaft Kitzingen.

### Einwohnerentwicklung
Im Zeitraum 1988 bis 2018 stieg die Einwohnerzahl von 1626 auf 1961 um 335 Einwohner bzw. um 20,6 %.  Quelle: BayLfStat

## Politik

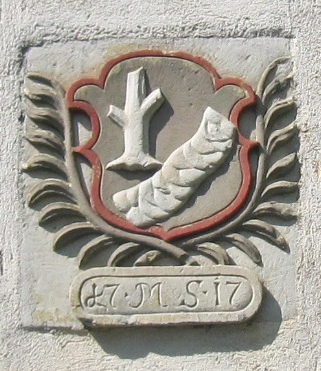
Wappen am Turm von St. Jakobus

### Bürgermeister und Gemeinderat
- Bürgermeister: Karl-Dieter Fuchs (Freier Bürgerblock Mainstockheim) seit 1. Mai 1990; zuletzt am 15. März 2020 mit 64,9 % der Stimmen wieder gewäht.
- Stellvertretender Bürgermeister: Ralf Menger (SPD)

Sitzverteilung im Gemeinderat, Stand 27. Juni 2020:
- Freier Bürgerblock 6
- SPD 4
- CSU 2

### Verwaltung
Die Gemeinde ist Mitglied der Verwaltungsgemeinschaft Kitzingen.

### Wappen
| Wappen von Mainstockheim | Blasonierung: „Gespalten von Grün und Silber; vorne ein silberner Wellenschrägbalken, hinten ein bewurzelter roter Baumstock.“ |
| Wappen von Mainstockheim | Wappenbegründung: Mainstockheim führt ein Wappen seit dem 16. Jahrhundert. Ein in der Dorfordnung des 16. Jahrhunderts nachweisbares Wappen fand Aufnahme in das heutige Wappen. Es erfolgte die Bestätigung durch die Regierung von Unterfranken am 23. Juni 1971. Die Farben Rot und Silber sind die Farben Frankens. Der Wellenbalken in Grün ist ein Hinweis auf die geografische Lage am Main mit der direkten Fähre nach Albertshofen. Für das Suffix -stock steht redend der rote Wurzelstock in Silber. |

### Gemeindepartnerschaften
Mainstockheim unterhält seit 1991 eine Partnerschaft mit der Gemeinde Oehna im Lkr. Teltow-Fläming im Land Brandenburg.

## Kultur und Sehenswürdigkeiten

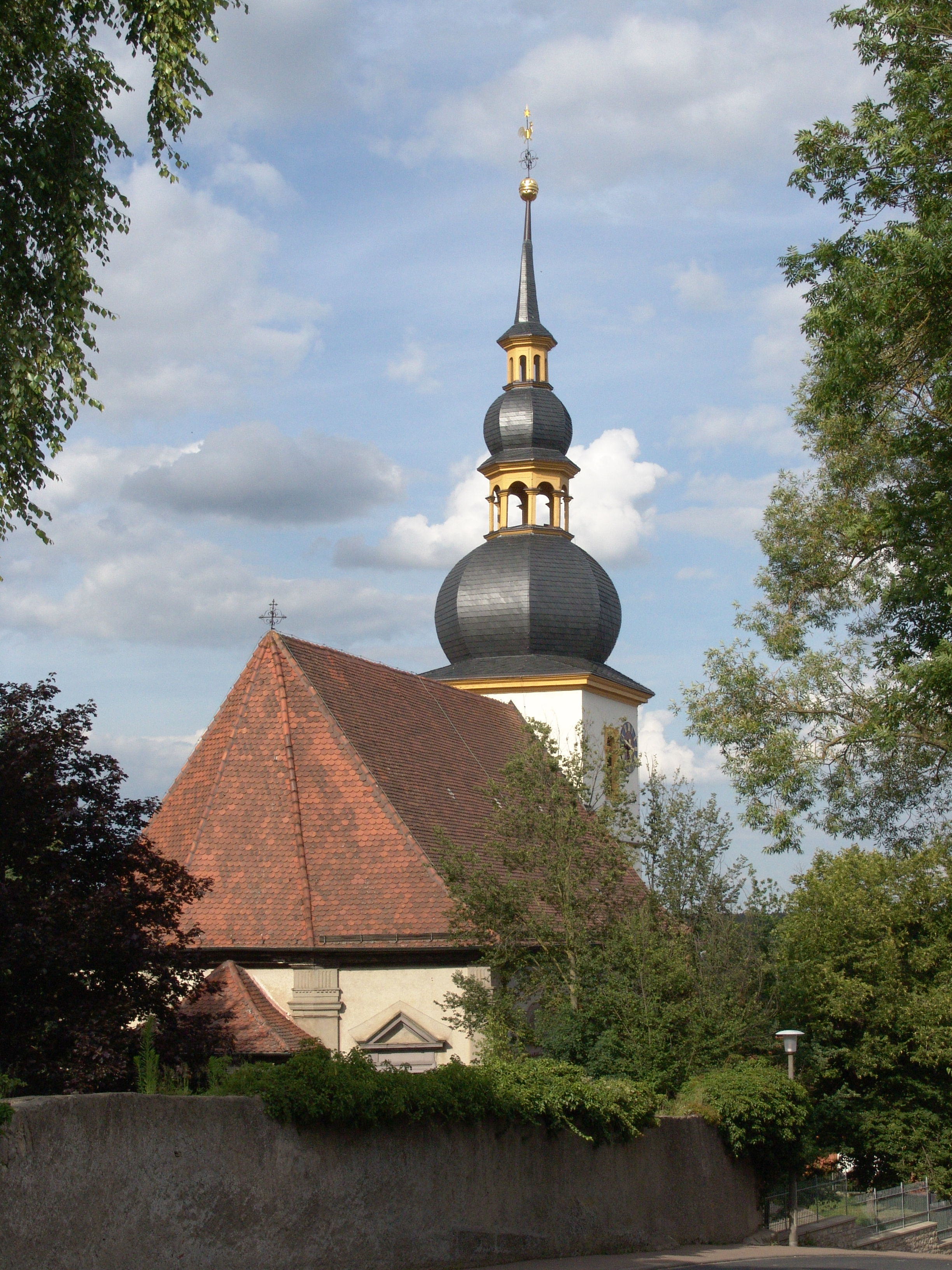
St. Jakobus in Mainstockheim

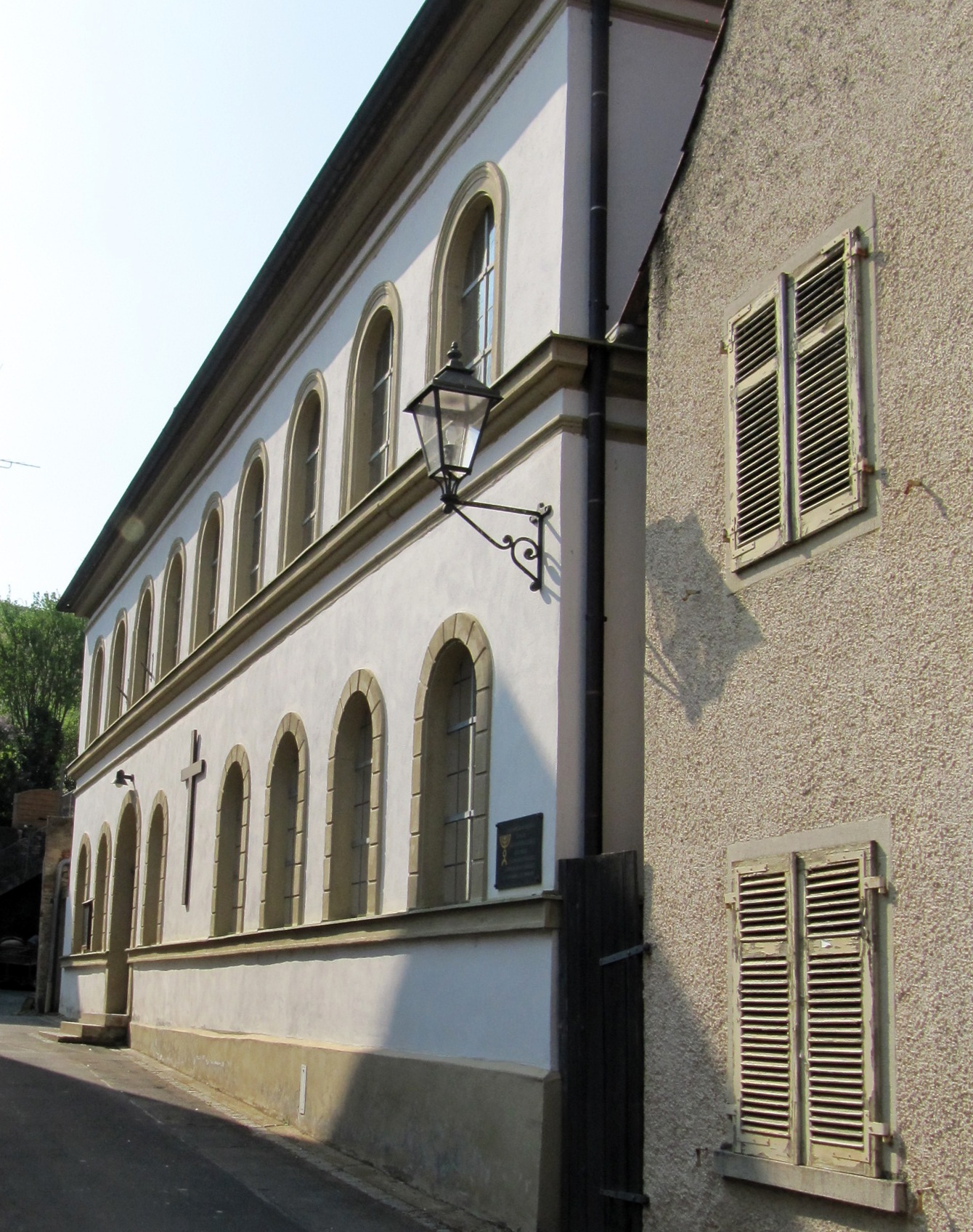
Ehemalige Synagoge in Mainstockheim

### Baudenkmäler

#### St. Jakobus
Die Pfarrkirche St. Jakobus d. Ä. zeigt Spuren ehemaliger Wehrhaftigkeit. Gravierende Veränderungen fanden im Sinne des Markgrafenstils statt.

#### Alter Friedhof
Er schließt unmittelbar an St. Jakobus an. Die Grabreihen sind terrassenförmig angelegt und zahlreiche alte Grabsteine sprechen von Vergänglichkeit.

#### Ehemalige Synagoge
Die Gasse „An der Synagoge“ weist bereits auf das Gebäude hin. 1836 erfolgte in der Hauptstraße 213 (heute An der Synagoge 9) der Bau einer neuen Synagoge mit Fenstern im charakteristischen Rundbogenstil der 1830er Jahre. Das Inventar der alten Synagoge wurde übernommen. Im selben Gebäude befanden sich das Gemeindehaus, die Mikwe und die Israelitische Elementarschule. 1938 wurde die Inneneinrichtung beim Novemberpogrom zerstört, und die jüdische Gemeinde hörte in den Wirren der Zeit des Nationalsozialismus auf zu existieren. Nach 1945 diente das Gebäude Flüchtlingen als Unterkunft. In den 1950er Jahren wurde es von der heutigen Kirchenstiftung St. Gumbert der katholischen Filialgemeinde Mainstockheim aufgekauft.

#### St. Gumbertus
Das Kirchengebäude befindet sich heute in Privatbesitz. Es wurde 1817 zum Wohnhaus umgebaut. An die ehemalige Kirche erinnern nur noch der Dachreiter und die Uhr.:149

#### Ebracher Hof
Der Ebracher Abt Johannes von Dressel ließ den Amtshof 1618–1630 errichten. Nicht bekannt ist der Baumeister. Unter Abt Wilhelm Sölner von Ebrach entstand von 1727 bis 1734 eine eindrucksvolle Gartenanlage. Durch die Säkularisation fiel das Gebäude 1806 an das Kurfürstentum Bayern. Schon ein Jahr später ging es in Privathände über und wechselte mehrfach die Besitzer.
1961 erwarben die Eltern von Gabriele Brandner den Ebracher Hof. Die Anlage befand sich in schlechtem Zustand. Nach zahlreichen Renovierungen und schonenden Umbauten konnte das Seniorenheim Schloss Ebracher Hof hier entstehen.

### Wander- und Radwege
- Das ausgebaute Weinbergswege- und Fahrradnetz sowie mehrere ausgewiesene Wanderwege sind für zahlreiche Freizeitmöglichkeiten nutzbar: Auf einem naturbelassenen Weinwanderweg erfährt der Besucher an dreizehn Stationen Wissenswertes über den Ort und seinen Wein.
- Außerdem bieten die Weinberge der Lage „Mainstockheimer Hofstück“ beeindruckende Aussichtshöhepunkte. Zu ihnen wird der Wanderer auf dem Halt-a-mal-Weg geleitet.
- Auch der bekannte Jakobsweg führt durch den Ort.
- Radfahrer genießen den Mainwanderweg.
- Dem kunstsinnigen Wanderer bietet der Fränkische Marienweg zahlreiche Schätze.[14]

### Regelmäßige Veranstaltungen
- Aufstellung des Maibaums am 30. April
- Wein am Main, Weinfest am 3. Wochenende im Juli
- Stouga Kerm, Kirchweih am 1. Sonntag im September inkl. Bürgerschießen
- Brauereifest im Frühjahr und im Herbst

## Wirtschaft und Infrastruktur

### Weinbau
Mainstockheim ist heute bedeutender Weinbauort im Anbaugebiet Franken. Eine Weinlage existiert um das Dorf, der Wein wird seit den 1970er Jahren unter dem Namen Mainstockheimer Hofstück vermarktet. Mainstockheim ist Teil des Bereichs MainSüden, bis 2017 waren die Winzer im Bereich Maindreieck zusammengefasst. Die Muschelkalkböden mit einer Keuperauflage um Mainstockheim eignen sich ebenso für den Anbau von Wein, wie die Lage in der Maingauklimazone, die zu den wärmsten Deutschlands gehört.
Bereits seit dem Frühmittelalter betreiben die Menschen um Mainstockheim Weinbau. Die fränkischen Siedler brachten wohl im 7. Jahrhundert die Rebe mit an den Main. In Mainstockheim wird der Weinbau mit dem heiligen Gumbertus verbunden, der Symbolfigur der Mainstockheimer ist. Im Mittelalter gehörte die Region zum größten zusammenhängenden Weinbaugebiet im Heiligen Römischen Reich. Die Menschen betrieben zumeist Nebenerwerbsweinbau zur Selbstversorgung, gleichzeitig bildeten sich bereits Exportzentren insbesondere entlang des Maines heraus. Vor allem das Kloster Ebrach trieb hier Weinbau und verkaufte seine Produkte über den Gutshof im Ort.
Der Weinbau erlebte nach der Säkularisation zu Beginn des 19. Jahrhunderts einen umfassenden Niedergang. Vor allem klimatisch weniger begünstige Lagen gab man vollständig auf. Zusätzlich erschwerte das Aufkommen von Schädlingen wie der Reblaus den Anbau. Konsolidieren konnte sich die Weinbauregion Franken erst wieder in der zweiten Hälfte des 20. Jahrhunderts. Der Einsatz von Düngern und verbesserte Anbaumethoden hatten dazu ebenso beigetragen wie die Organisation in Genossenschaften und die Flurbereinigung der 1970er Jahre.
Der Weinbau ist heute wichtiger Wirtschaftsfaktor des Dorfes, auch weil die Kulturlandschaft um Mainstockheim vermehrt Touristen anzieht. So wurden mehrere Weinwanderwege auf den Flurwegen um das Dorf ausgewiesen. Insgesamt vier Weingüter sind in Mainstockheim ansässig und haben sich in einem eigenen Weinbauverein organisiert. Mit dem Weinfest Mitte Juli präsentieren die Winzer ihre Weine. Zugleich wird in Mainstockheim auch eine Weinprinzessin gewählt, die den Wein repräsentiert.
| Weinlage | Größe 1993 | Größe 2019 | Himmelsrichtung | Hangneigung | Hauptrebsorten | Großlage         |
| -------- | ---------- | ---------- | --------------- | ----------- | -------------- | ---------------- |
| Hofstück | 60 ha      | 92 ha      | Südosten        | 10–30 %     | Müller-Thurgau | Kitzinger Hofrat |

### Verkehr

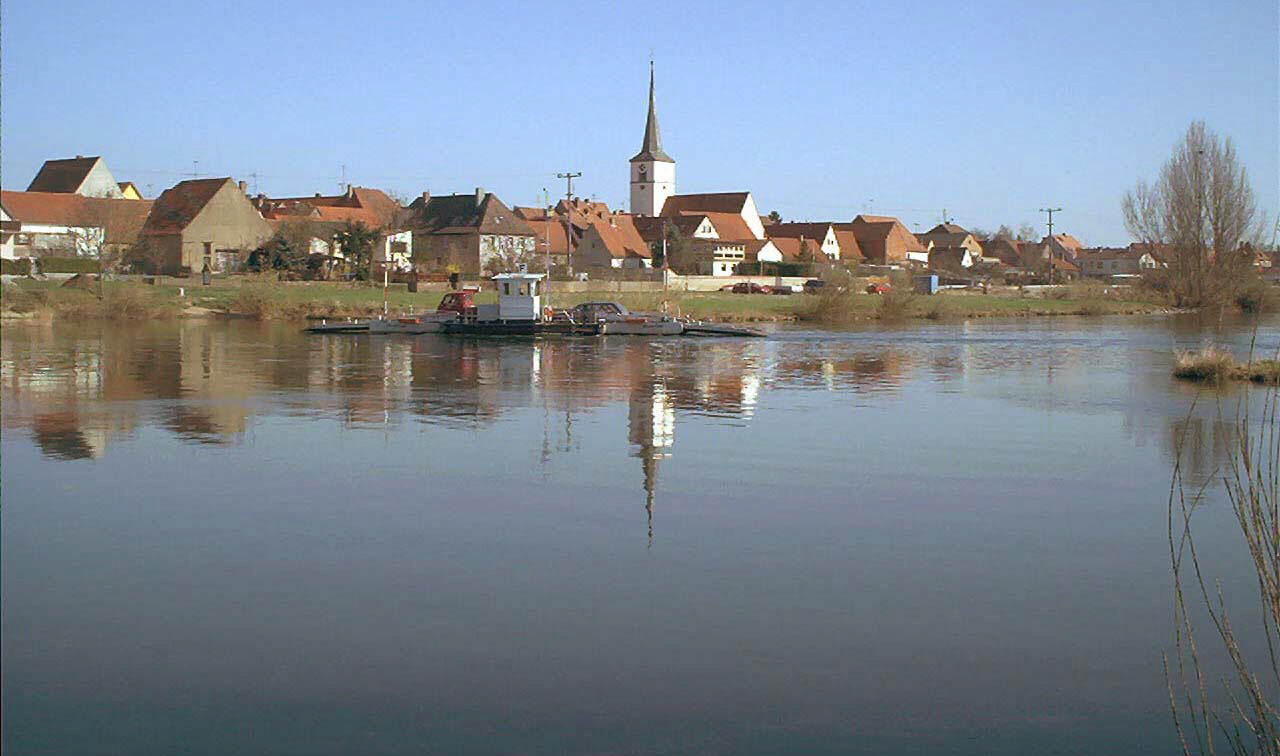
Mainfähre mit Albertshofen im Hintergrund

Mit der direkten Nachbargemeinde Albertshofen ist der Ort durch eine Mainfähre seit 1515 verbunden. Für das genannte Jahr ist der Fährmann Cles Vogler bezeugt.:149
Diese Möglichkeit der Mainüberquerung wird vor allem von Fußgängern und Radlern gerne benutzt. Sie ist jedoch auch für Pkw, Lkw und landwirtschaftliche Zugmaschinen zugelassen.

### Vereine
- 1. FC Mainstockheim
- TV Mainstockheim
- Tennisclub Mainstockheim
- Sangesfreunde Mainstockheim (Gemischter Chor)
- StimmVEREINigung e. V. Mainstockheim (bestehend aus Projektchor Chorason und Kinder- und Jugendchor Young Harmony)
- Burschenschaft Mainstockheim e. V.
- Schützengesellschaft Mainstockheim

## Persönlichkeiten
- Marie J. Mergler (1851–1901), amerikanische Ärztin, Chirurgin und Hochschullehrerin
- Pankraz Müller († 1581), Pfarrer von Mainstockheim 1571 bis 1578, Vorbild für den von Wilhelm Sebastian Schmerl verfassten „Pfarrherrn von Gollhofen“
- Lina Ramann (1833–1912), Musikpädagogin, Schriftstellerin
- Hanns Rupp (1898–1971), Lehrer und Mundartdichter, Rupp starb in Mainstockheim
- Walter Stain (1916–2001), 1954–1962 Bayerischer Arbeitsminister
- Johann Heinrich Zang (1733–1811), Kantor